# 約翰·C·史坦尼斯號航空母艦
約翰·C·史坦尼斯號航空母艦（USS John C. Stennis CVN-74），或直接称史坦尼斯號航空母艦，是美國尼米茲級核動力航空母艦的七號艦，於1993年下水，1995年12月9日正式服役，母港為華盛頓州布雷默頓，以其為核心的航空母舰戰鬥群目前是美國海軍主力的海外武力單位之一。
史坦尼斯號是以來自密西西比州、著名的美國參議員约翰·C·斯坦尼斯命名的。史坦尼斯議員長年擔任美國參議院軍事委員會的成員，在他參與此委員會事務的期間（1969年～1980年），他推動了許多改造美國海軍的大型計畫，因而獲得「現代美國海軍之父」的美名。也正因為這緣故，海軍特別以他的名字替新艦造的航空母艦命名，使得他名列少數在在世時就被拿來命名船艦的美國人之一。

## 任务及战斗力

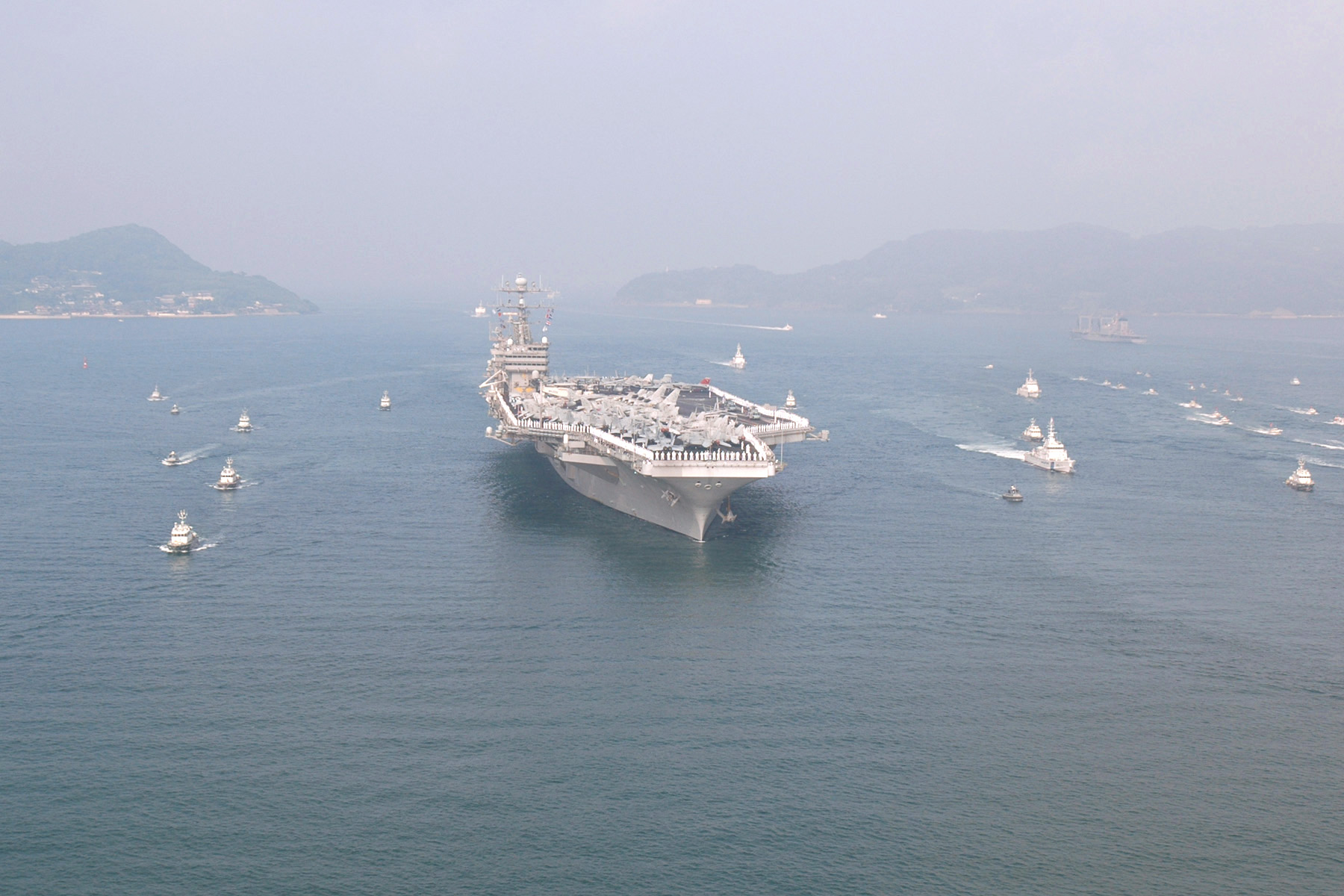
駛進日本佐世保海軍基地內的斯坦尼斯号航母（2004年）

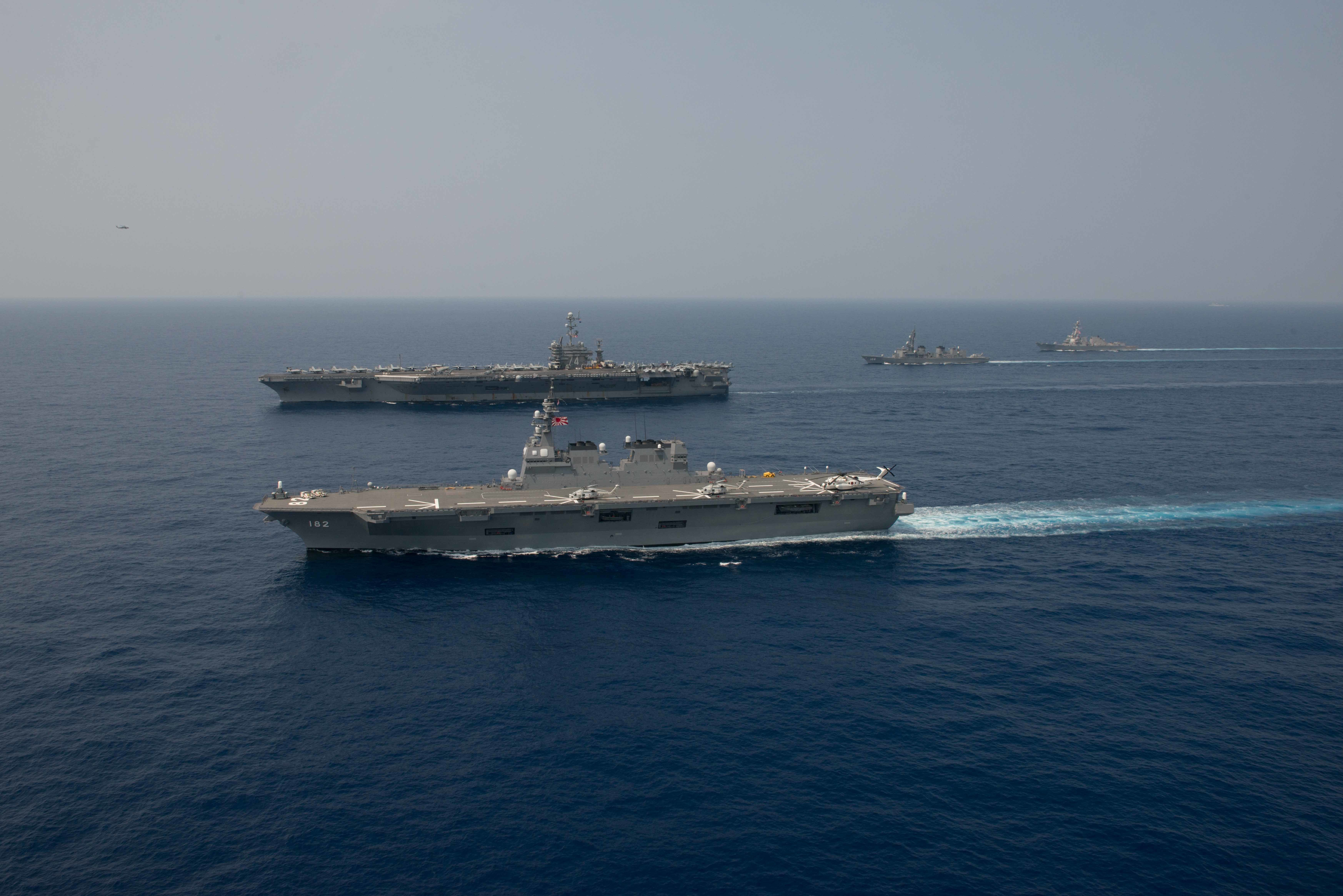
约翰·C·斯坦尼斯号航空母舰（遠景)、伊勢號護衛艦（前景）

斯坦尼斯号航母及其舰载第九艦載機聯隊（CVW-9）的主要任务是在全球军事行动中能够持续地进行战斗任务。CVW-9包括8至9个战斗机中队，使用機種包括F/A-18大黄蜂式戰鬥機、EA-6B徘徊者式電子作戰機、S-3B維京式反潛機、E-2C鹰眼式预警机與SH-60海鹰式直升机等。CVW-9具有能够摧毁敌人作战飞机、舰艇、潜艇和陆地目标等裝備設施，或者进行远距离空中佈雷任务的能力，所以它经常被作为主要的进攻力量，支援陆地战斗，保护航空母艦戰鬥群和其他友舰的安全，并且还能够完成海上和陆地封锁任务。在值勤時史坦尼斯號通常是整個航空母艦戰鬥群的核心，或甚至作為旗艦使用，而戰鬥群中通常還包含有四到六艘其他的各型軍艦作為支援。
斯坦尼斯号的两具核反应堆使它擁有幾乎無限制的续航能力，與最高達35节的最高航速。舰上的4具蒸汽弹射器和4条攔截索可應付作战飞机非常频繁的起降，而斜向配置的降落甲板與足夠大的面積能同時進行戰機起飛與降落的任務，大幅提高作戰效率。雖然本身是以核能作為動力來源，但斯坦尼斯号仍携带了大约三百万加仑的燃油，主要是供给它的舰载机和护航舰使用。此外，它还儲藏了大量的武器弹药，以供长时间在海外執行作戰勤務的需要。斯坦尼斯号具有很强的自我维修能力，艦上配屬了一个飞机维修部門以修复中度损坏的飞机，一个微电子装备修复部門，和几个舰艇修复部门。
在自衛能力方面，斯坦尼斯号除了仰賴它所搭載之第九艦載機聯隊和其他护航舰的保護外，該艦本身也配置了北约RIM-7海麻雀短程防空导弹，與主要是作為反飛彈用途的方陣近迫武器系統（Phalanx CIWS），以及SLQ-32電子作戰系統。

## 一般諸元
- 推进系统
  - 类型：2座核子反應爐
  - 最大航速：超过30节（56公里/小时）
  - 螺旋桨数目：4个
  - 螺旋桨重量：每个重达30吨

- 飞行甲板
  - 蒸汽弹射器数目：4个
  - 飞机升降机数目：4个
  - 艦載機：80架作战飞机及其他型号的非作战飞机

- 其他
  - 建造者：紐波特紐斯造船公司（Newport News Shipbuilding Co.）
  - 擲瓶者：瑪格麗特·史坦尼斯·溫柏（Margaret Stennis Womble，史坦尼斯參議員之女）
  - 合約日期：1991年3月13日
  - 下水日期：1993年11月11日
  - 就役日期：1995年12月9日
  - 乘員人數：約5,000人（包含戰鬥聯隊人員）
  - 船艙數量：約2,700個
  - 船錨數量：2（承襲自佛瑞斯特號航空母艦）
  - 船錨重量：每支30噸
  - 交流發電機容量：10.2百萬瓦
  - 海水淡化容量：1,500立方公尺
  - 造價：45億美元
  - 估計壽限：50年

## 艦徽
斯坦尼斯号航母艦徽的诞生得到了多方的努力，其中包括斯坦尼斯公共服务中心、斯坦尼斯航空中心和美国参议院历史中心。艦徽的中心含义是通过力量维护和平。1998年6月在该舰的命名仪式上，罗纳德·里根总统称赞参议院约翰斯坦尼斯是这个格言的坚定不移的拥护者。
圆形代表地球意味着尼米兹级核动力航母在海上执行任务时一次无需装填就可环行地球的能力。艦徽的主要颜色为红、白、蓝、金，同美国海军的颜色一致。最外边的纹饰来自美国参议院纹饰的一个版本，代表着力量来自全体舰员的团结。四个金色的边和八个交叉的带状物分别代表了斯坦尼斯号在参议院的4个十年期和他所共事过的8任总统，从哈里杜鲁门到罗纳德·里根。印章上的7颗星代表了斯坦尼斯在参议院的7个任期以及斯坦尼斯号航母驶尼米兹级的第7艘舰。在蓝边里的红白条纹代表着美国国旗和斯坦尼斯所服务过的美国人民，同时它也代表了美国武装力量的勇气及牺牲精神。
镀金的雄鹰和盾牌曾经是美国老参议院的标志，盾牌代表着美利坚合众国。20个星代表着美国的第20个州，密西西比州，它曾经是参议员斯坦尼斯的家乡。鹰爪中的三支箭代表着斯坦尼斯号航母和它的第九航母战斗机群随时释放力量的能力。盾牌发出的光芒代表着参议院在斯坦尼斯的领导下所通过的超过25个关于海军发展的议案，其中包括了在这期间所建造的所有航母以及海军飞机从F-4鬼怪式到F-18大黄蜂的更新换代。雄鹰代表着斯坦尼斯在参议院的硬鹰派作风。
斯坦尼斯号航母本身也出现在了此印章上。在该舰的飞行甲板的边缘上刻着“荣誉，勇气，承诺”，这本身就是美国海军的核心价值。
此枚由所有舰员筛选出来的艦徽被送到了玛格丽特·斯坦尼斯·沃布勒夫人(Mrs. Margaret Stennis Womble) - 斯坦尼斯号航母的捐助者及参议院斯坦尼斯的女儿，和约翰·斯坦尼斯的儿媳那里等待最后的批准。 1995年2月他们终于批准了这个设计。

## 航母作战群
斯坦尼斯号航母作战群（又被称为第三航母攻击舰队 CSG-3）接收的装备和接受的训练使之成为美国海军前方部署的力量，通过威慑来保护美国的海外利益。
第九航母作战机群

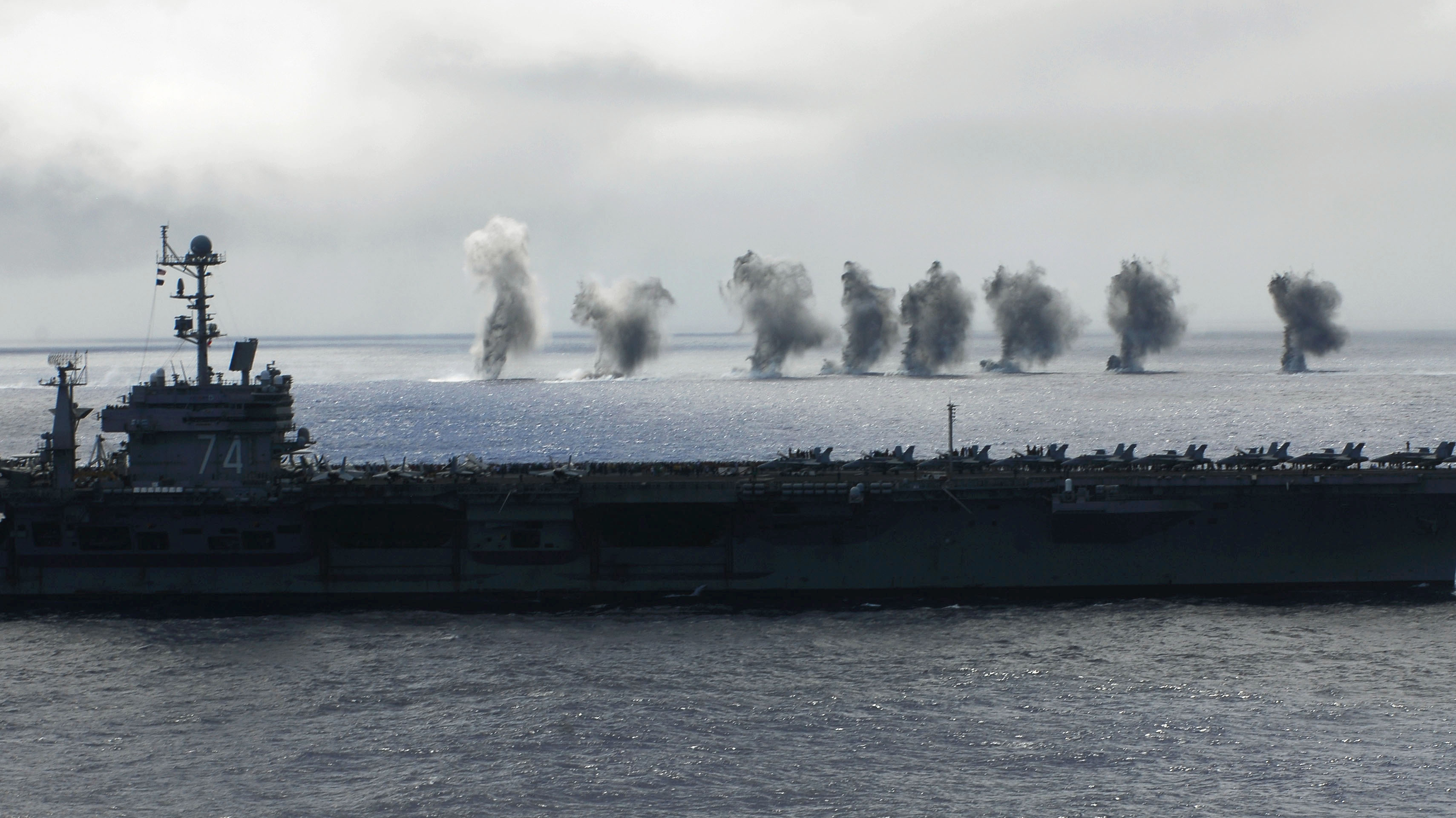
2007年太平洋演習中VFA-154中隊的空中轟炸演練

- “黑骑士”第154攻击中队（VFA-154, Black Knights）
- “死亡響尾蛇”海军陆战队攻击中队（VMFA-323, Death Rattlers）
- “蓝鑽石”第146攻击中队（VFA-146, Blue Diamonds）
- “淘金者”第147攻击中队（VFA-147, Argonauts）
- “黄衫”第138电子攻击中队（VAQ-138, Yellow Jackets）
- “金鹰”第112预警中队（VAW-112, Golden Hawks）
- 「無敵貓」第31巡逻中队（VS-31, Top Cats）
- 「撞球手」第8直升机反潜中队（HS-8, Eight Ballers）
- “供给者”第30间对后勤支持飞行中队（VRC-30, Provider）

## 历史
2007年1月16日斯坦尼斯号航母驶向了波斯湾加强美国在中东的军事力量。斯坦尼斯号航母于2007年2月19日抵达当地海域，旋即加入了由德怀特·D·艾森豪威尔号航空母舰为旗舰的美国第五舰队。
2011年3月8日，在加州外海训练了将近两个月的斯坦尼斯号航母回到了母港布雷默顿。3月24日，斯坦尼斯号赴加州南部外海为海军舰载航空部队提供考核训练。其间，3月30日，一架大黄蜂战机在甲板上引擎起火造成十名士兵受伤。4月29日，斯坦尼斯号再赴南加州外海，和舰载航空部队第9大队，若干导弹驱逐舰、导弹巡洋舰组成斯坦尼斯航母战斗群（Strike Group）后，进行综合训练单位演习（Composite Training Unit Exercise）和联合特遣部队演习（Joint Task Force Exercise）。5月16日，美国海军部长雷梅布斯访问了斯坦尼斯号。6月13日，斯坦尼斯号结束演习回港。7月6日，斯坦尼斯号航母战斗群完成了一次具有假想敌的海陆空战斗演习。7月25日，斯坦尼斯号离开布雷默顿港，加入由林肯号、卡尔文森号和里根号航空母舰组成的太平洋舰队航母轮流部署的序列，前往东亚和中东地区执行例行部署的任务。9月15日，斯坦尼斯号抵达中东。12月18日，斯坦尼斯号正式结束美国海军在伊拉克战争的任务。12月28日，斯坦尼斯号舰队由西向东穿过霍尔木兹海峡来到阿拉伯海北部开始支持美国在阿富汗的军事行动。此时正值欧美加强对伊朗的经济制裁、伊朗海军在阿曼湾进行演习之际。2012年1月3日，伊朗军队威胁伊朗有能力关闭狭窄的霍尔木兹海峡，警告斯坦尼斯号不得经霍尔木兹海峡重返波斯湾。驻扎在巴林的美国第五舰队发言人、美国国务院和美国国防部均表示，美国海军在中东地区的部署将不受影响。1月4日，纽约时报记者从斯坦尼斯号上发出报道，舰上及周边海域一切正常。1月5日，随行的基德号导弹驱逐舰解救了一批被索马里海盗控制了几个星期的伊朗渔民。1月19日，随着林肯号抵达阿拉伯海，斯坦尼斯号结束在中东的部署开始返航。
2016年4月原訂訪問香港，卻在途中忽然航母遭到拒絕入港。時任參議員的泰德·克魯茲（當時他也是2016總統大選黨內初選參選者之一）則建議，既然美國艦隊無法在香港補給，那麼應該讓艦隊改道前往台灣。

## 流行文化
在2002年上映的美國電影恐懼的總和中，史坦尼斯號遭到俄羅斯Tu-22M轟炸機以飛彈飽和攻擊，艦橋跟機庫受到重損。
在2011年發行的美國射擊遊戲国土防线（Homefront）中，史坦尼斯號出現在命名為“火力掩护”的关卡中。在遊戲劇情中該艦於2027年時被朝鲜人民军击毁并搁浅于旧金山湾内。
在2008年發行的俄羅斯戰爭模擬遊戲數字戰鬥模擬世界（Digital combat simulator World）中，史坦尼斯號作為默認航空母艦出場。
在2013年上映的美國科幻電影环太平洋 (电影)中約翰·C·史坦尼斯號航空母艦曾運送怪兽 (特摄)的屍體。

## 资料来源
1. 1 2 3 4 5  . Naval Vessel Register（英语：Naval Vessel Register）.   [18 December 2010]. （原始内容存档于2011年5月14日）.
2. ↑  . GlobalSecurity.   [2013-06-13]. （原始内容存档于2012-10-20）.
3. ↑  Polmar, Norman. . Annapolis: Naval Institute Press. 2004: 112. ISBN 978-1-59114-685-8.
4. ↑   (PDF).   [2021-04-15]. （原始内容 (PDF)存档于2017-05-01）.
5. ↑  . Navweaps.com. 29 April 1999  [2012-01-10]. （原始内容存档于2010-01-11）.
6. ↑  .   [2011-07-08]. （原始内容存档于2011-10-12）.
7. ↑  .   [2011-07-08]. （原始内容存档于2012-02-02）.
8. ↑  http://seattletimes.nwsource.com/html/localnews/2015712465_apwaussstennis.html
9. ↑  .   [2011-12-07]. （原始内容存档于2011-11-16）.
10. ↑  .   [2012-01-06]. （原始内容存档于2013-07-23）.
11. ↑  http://www.nytimes.com/2012/01/05/world/middleeast/work-as-usual-for-uss-john-c-stennis-after-warning-by-iran.html?src=tp
12. ↑  .   [2012-01-06]. （原始内容存档于2012-01-08）.
13. ↑  http://www.navy.mil/search/display.asp?story_id=64853
14. ↑  廖漢原. . 中央社. 2016-04-30  [2017-12-09]. （原始内容存档于2017-12-10）.
15. ↑  ,   [2024-05-05], （原始内容存档于2024-05-05） （中文（中国大陆））

## 外部連結
- 美國海軍官方網站
- 史坦尼斯號官方網站
- Official John C. Stennis web site （页面存档备份，存于）
- Story Archive – U.S. Navy – USS John C. Stennis (CVN 74)
- John C. Stennis at globalsecurity.org （页面存档备份，存于）
- USS John C. Stennis history at U.S. Carriers （页面存档备份，存于）
- This American Life: Somewhere in the Arabian Sea Episode 206 （页面存档备份，存于）
- USS John C. Stennis (CVN-74) command histories – Naval History & Heritage Command（英语：Naval History & Heritage Command）

- John C. Stennis on navy.mil （页面存档备份，存于）